# Embalse de Trasona
El embalse de Santa Cruz de Trasona o embalse de Trasona es un pequeño embalse situado en el concejo de Corvera de Asturias, concretamente, en la parroquia de Trasona (España).

## Descripción

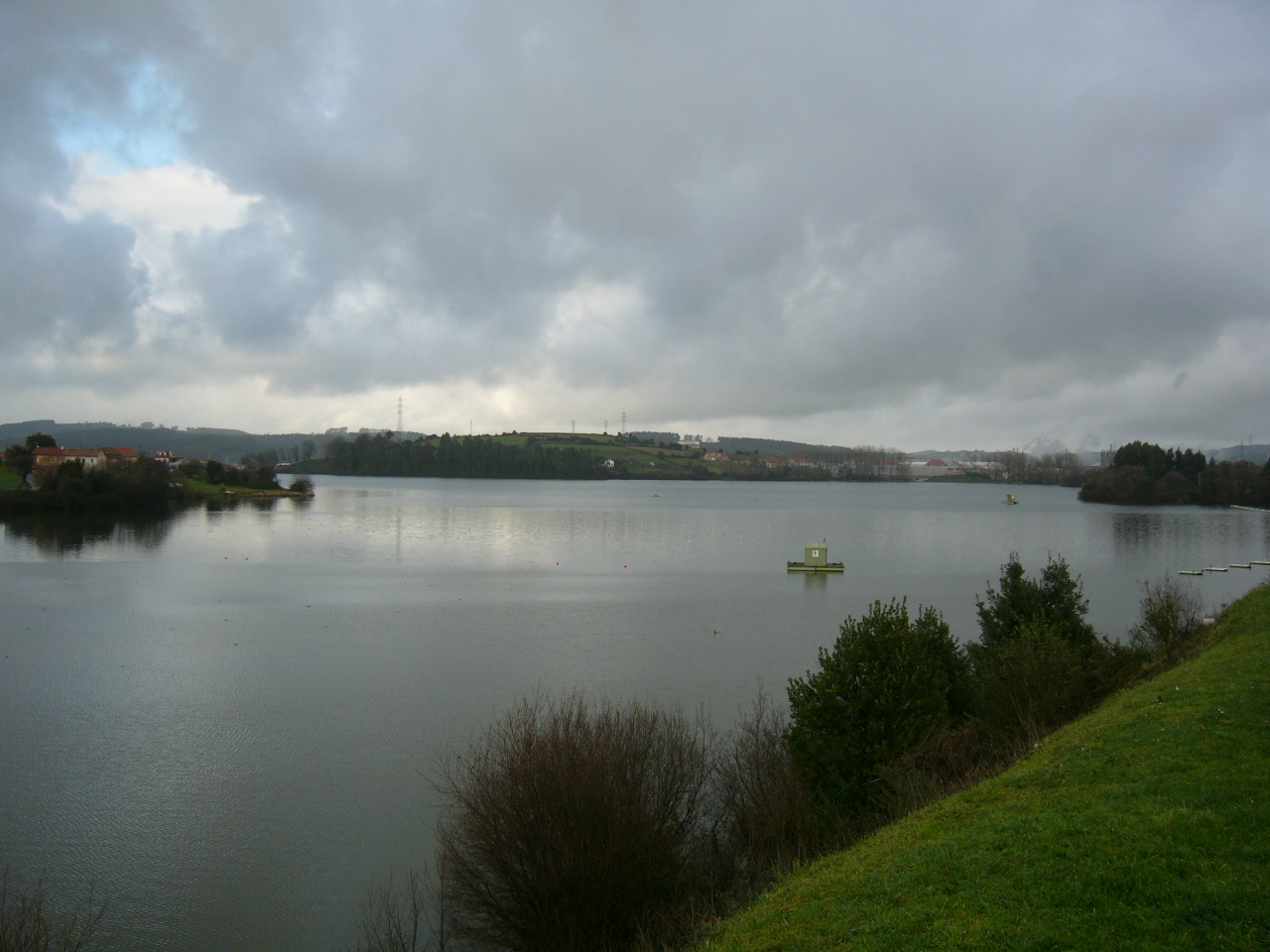
Vista general del embalse.

Es propiedad de la empresa ArcelorMittal Asturias y fue puesto en servicio en el año 1957 con el fin de suministrar agua a la factoría siderurgíca asentada en la comarca de Avilés durante la década de 1950 y de abastecer de agua potable a la creciente población que se había trasladado a la zona desde diferentes partes de España. También se usa para fines lúdicos y deportivos.
Es abastecido por los ríos Alvares y Narcea, desde este último gracias al denominado canal del Narcea, una conducción hidráulica de 27 kilómetros.

## Instalaciones deportivas
Cerca del embalse se encuentra el Centro de Tecnificación Deportiva de Trasona, destinado al piragüismo. Durante el año 2010, se acometieron varias reformas sobre las instalaciones deportivas, de cara a la celebración del Campeonato Europeo de Piragüismo de 2010. Cabe destacar:
- Nueva torre de control de cuatro plantas.
- Grada fija con capacidad para 300 personas.
- 3 casetas de salida fijas (1000m, 500m y 200m).
- 2 sistemas automáticos de salidas.
- Nuevo diseño de pantalanes y pasarelas.
- Plataforma flotante para la entrega de medallas.

Dicho centro cuenta con una residencia donde se concentran el equipo juvenil de la RFEP, además se encuentran las oficinas de la federación asturiana.